# Dear. Mr「F」
Dear. Mr「F」（ディア ミスター「エフ」）は、日本の音楽ユニットずっと真夜中でいいのに。の楽曲。
2019年10月30日にリリースされた初のフルアルバム「潜潜話」に収録され、アルバムより先行して同年10月29日にEMI Recordsより、各種音楽配信サービスにてリリースされた。配信前日に同曲のミュージックビデオがYouTubeにて公開された。

## 概要
- 前作『こんなこと騒動』より約3週間後のリリースとなった。
- YouTubeでの動画配信開始僅か5分で再生回数が10000に達した[2][信頼性要検証]。

## 収録アルバム
- 『潜潜話』(#6)